# Neotoma micropus
Neotoma micropus — вид гризунів родини Cricetidae. Він зустрічається на північному заході Мексики та в Колорадо, Канзасі, Нью-Мексико, Оклахомі та Техасі в Сполучених Штатах. Підвид Neotoma micropus leucophaea: ссавець білого кольору і зустрічається лише в національному парку Білі піски в Нью-Мексико.

## Середовище існування
N. micropus населяє напівзасушливі чагарники та скелясті оголення. Віддає перевагу кактусам, мескітам і заростям. Лігва будують під кущами та кактусами, часто під опунціями. Вони мають велику центральну камеру, яка служить гніздом, і бічні камери для зберігання їжі. Самиця цього виду, як правило, використовує те саме лігво протягом усього дорослого життя. Інші організми іноді мешкають у барлогах разом з ними, наприклад пустельна землерийка та жуки-вбивці. Секція «будиночка» велика і висотою близько 1,2-1,5 м. Він складається з паличок, частин кактусів, колючок та іншого різноманітного сміття.

## Морфологічна характеристика
Загальна довжина досягає від 310 до 411 міліметрів, з яких хвіст становить від 130 до 175 міліметрів. Вони важать від 210 до 317 грамів для самців і від 180 до 274 грамів для самиць. Їхнє хутро зверху попелясто-сіре до шиферно-сірого, а низ світлішого кольору. Забарвлення стосується як статі, віку, так і пори року. Однойменна особливість — маленькі стопи. Хвіст дуже слабо запушений. Зубна формула I1/1-C0/0-P0/0-M3/3.

## Розмноження
N. micropus приносить від двох до трьох виводків. Вагітність триває ≈ 30–39 днів. Північні популяції розмножуються ранньою весною, маючи один послід на рік. Південні популяції мають довший період розмноження та більше послідів .